# Confrançon
Confrançon és un municipi francès situat al departament de l'Ain i a la regió d'Alvèrnia-Roine-Alps. L'any 2007 tenia 1.059 habitants.

## Demografia

### Població
El 2007 la població de fet de Confrançon era de 1.059 persones. Hi havia 417 famílies de les quals 110 eren unipersonals (53 homes vivint sols i 57 dones vivint soles), 117 parelles sense fills, 174 parelles amb fills i 16 famílies monoparentals amb fills.
La població ha evolucionat segons el següent gràfic:
Habitants censats

### Habitatges
El 2007 hi havia 459 habitatges, 415 eren l'habitatge principal de la família, 23 eren segones residències i 20 estaven desocupats. 393 eren cases i 66 eren apartaments. Dels 415 habitatges principals, 308 estaven ocupats pels seus propietaris, 99 estaven llogats i ocupats pels llogaters i 8 estaven cedits a títol gratuït; 3 tenien una cambra, 22 en tenien dues, 51 en tenien tres, 106 en tenien quatre i 234 en tenien cinc o més. 387 habitatges disposaven pel capbaix d'una plaça de pàrquing. A 160 habitatges hi havia un automòbil i a 236 n'hi havia dos o més.

### Piràmide de població
La piràmide de població per edats i sexe el 2009 era:
| Homes | Edats   | Dones |
| ----- | ------- | ----- |
| 0     | 95 o +  | 0     |
| 4     | 90 a 94 | 4     |
| 8     | 85 a 89 | 0     |
| 0     | 80 a 84 | 12    |
| 12    | 75 a 79 | 16    |
| 16    | 70 a 74 | 24    |
| 16    | 65 a 69 | 16    |
| 12    | 60 a 64 | 4     |
| 36    | 55 a 59 | 28    |
| 24    | 50 a 54 | 20    |
| 28    | 45 a 49 | 28    |
| 16    | 40 a 44 | 20    |
| 36    | 35 a 39 | 28    |
| 44    | 30 a 34 | 60    |
| 24    | 25 a 29 | 16    |
| 20    | 20 a 24 | 28    |
| 28    | 15 a 19 | 32    |
| 24    | 10 a 14 | 28    |
| 32    | 5 a 9   | 40    |
| 28    | 0 a 4   | 20    |

## Economia
El 2007 la població en edat de treballar era de 698 persones, 553 eren actives i 145 eren inactives. De les 553 persones actives 532 estaven ocupades (284 homes i 248 dones) i 21 estaven aturades (7 homes i 14 dones). De les 145 persones inactives 64 estaven jubilades, 52 estaven estudiant i 29 estaven classificades com a «altres inactius».

### Ingressos
El 2009 a Confrançon hi havia 431 unitats fiscals que integraven 1.109 persones, la mediana anual d'ingressos fiscals per persona era de 19.143 €.

### Activitats econòmiques
Dels 40 establiments que hi havia el 2007, 3 eren d'empreses alimentàries, 1 d'una empresa de fabricació de material elèctric, 5 d'empreses de fabricació d'altres productes industrials, 12 d'empreses de construcció, 6 d'empreses de comerç i reparació d'automòbils, 1 d'una empresa de transport, 4 d'empreses d'hostatgeria i restauració, 1 d'una empresa immobiliària, 4 d'empreses de serveis i 3 d'empreses classificades com a «altres activitats de serveis».
Dels 14 establiments de servei als particulars que hi havia el 2009, 1 era un taller de reparació d'automòbils i de material agrícola, 2 guixaires pintors, 1 fusteria, 2 lampisteries, 3 electricistes, 1 empresa de construcció, 2 perruqueries i 2 restaurants.
L'únic establiment comercial que hi havia el 2009 era una fleca.
L'any 2000 a Confrançon hi havia 22 explotacions agrícoles que ocupaven un total de 952 hectàrees.

## Equipaments sanitaris i escolars
El 2009 hi havia una escola elemental integrada dins d'un grup escolar amb les comunes properes formant una escola dispersa.

## Poblacions més properes
El següent diagrama mostra les poblacions més properes.